# Distrito de Samtse
El Distrito de Samtse (en dzongkha: བསམ་རྩེ་རྫོང་ཁག་) es uno de los veinte distritos (dzongkhag) en que se divide Bután. Ocupa una extensión de 1 256 km² y en 2019 albergaba una población de 62 800 personas. Su capital es Samtse.

## Geografía
El distrito cuenta con una superficie de 1 256 km², distribuidos principalmente en zonas bajas de clima subtropical. Tiene una elevación de 600 a 800 m sobre el nivel del mar y cuenta con buena cobertura forestal. La temperatura mensual oscila entre los 15 °C en invierno y los 30 °C en verano. Recibe una precipitación anual de entre 1500-4000 ml. El verano es caluroso y húmedo, mientras que el invierno es seco y moderadamente fresco. Comparte fronteras internacionales con los estados indios de Sikkim al oeste y de Bengala Occidental al sur, mientras que limita con los distritos butaneses de Haa y de Chukha.
Aproximadamente el 64% de la superficie total está cubierta de bosques y solo el 8% se encuentra bajo cultivo agrícola. Alrededor del 16% del área total está bajo la categoría de otros, que incluye glaciares nevados, tierras erosionadas, extensiones de agua y áreas pantanosas.
A diferencia de la mayoría de los otros dzongkhags, Samtse, junto con Chukha, no contiene áreas protegidas de Bután. Aunque gran parte del sur del país estaba bajo la protección de estas en la década de 1960, este estado se volvió insostenible.

## Historia y cultura
Históricamente, Samtse estaba escasamente poblado, ya que los habitantes de Bután, moradores de las montañas, consideraban que el distrito de tierras bajas era propenso a las enfermedades tropicales. A principios del siglo XX, el distrito experimentó una gran afluencia de nepalíes, que fueron invitados a la zona para ayudar en la tala de bosques. En general, la población de Samtse ha aumentado recientemente y ha habido escasez de viviendas en el distrito, según informó Kuensel. En cuanto a los monumentos religiosos, en 2018 el distrito contaba con 35 lhakhangs, además de 37 chörtens.
En Samtse vive la etnia lhop (o doya), un grupo poco estudiado de aproximadamente 2 500 personas. Los butaneses creen que son los aborígenes que precedieron a la migración tibetana del norte. Los lhop son conocidos por sus creencias religiosas animistas, su práctica de casarse con primos cruzados y sus costumbres funerarias únicas. La región también es bien conocida históricamente porque en ella vivía la familia Gurung Kazi, que gobernó la región desde principios del siglo XX hasta la década de 1960.

## Lenguas
El idioma dominante en el distrito de Samtse es el lotshampa, hablado por la heterogénea comunidad de los lotshampa, aunque los hablantes de dzongkha, el idioma nacional de Bután, habitan en los confines orientales del distrito. En Samtse también viven algunas de las comunidades autóctonas de Bután, que datan de antes de la llegada de los hablantes de nepalí y dzongkha. El lepcha lo hablan unas 2 000 personas en el noreste de Samtse, y el lhokpu lo utilizan unas 2 500 personas a lo largo de la frontera con el distrito de Chukha.

## Economía

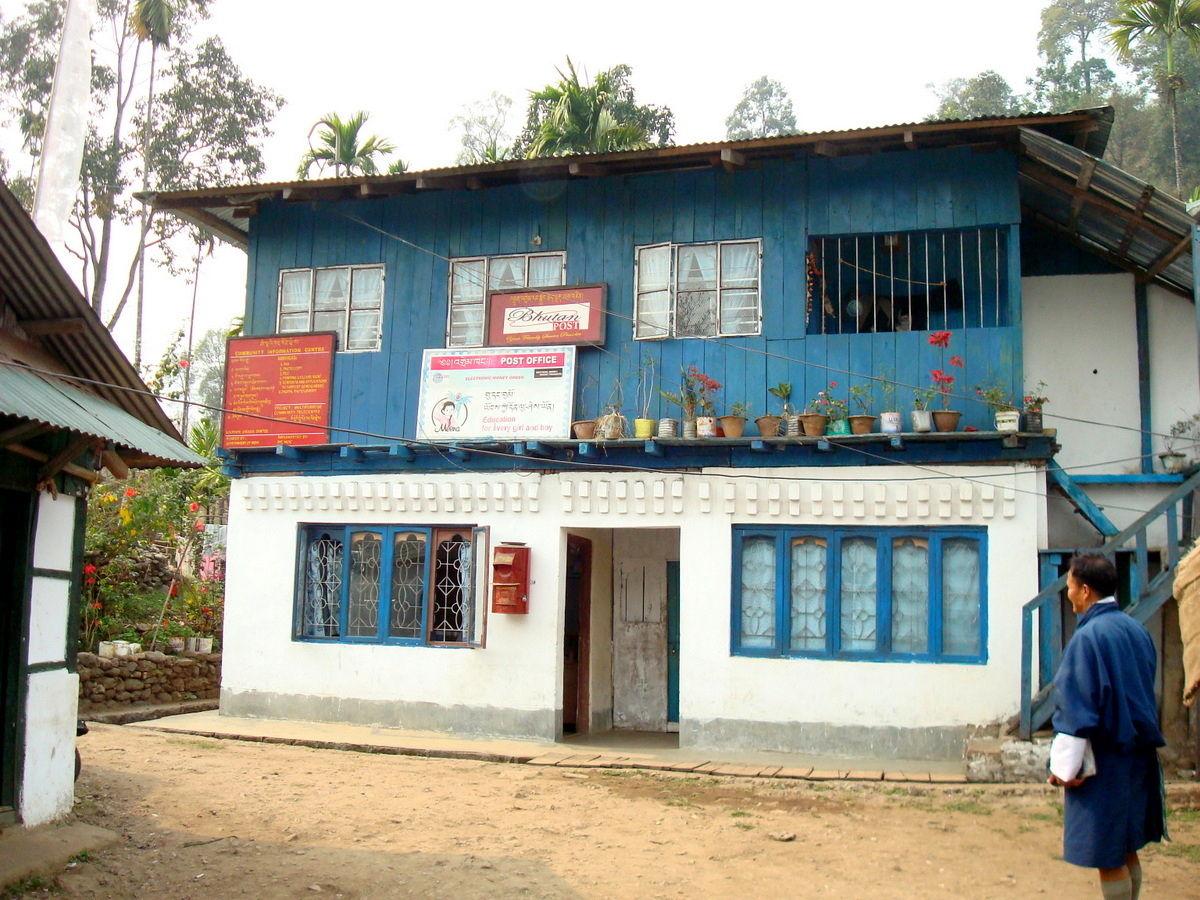
Una oficina de correos en Sibsu

Samtse tiene una gran cantidad de depósitos naturales de talco, dolomita y otros recursos que se exportan de forma regular. También alberga una serie de unidades industriales y de fabricación. El cardamomo y las naranjas son los cultivos comerciales predominantes, aunque la mayoría de los campesinos practican la agricultura de subsistencia. De los muchos gewogs de Bután, Bara tiene las áreas de cultivo de cardamomo más extensas. En 2018 el distrito contaba con 120 hoteles y restaurantes, además de 46 fábricas industriales.

## Educación
En Samtse se localiza uno de los dos campus del Instituto Nacional de Educación, una facultad para profesores que forma parte del sistema de la Universidad Real de Bután.

## Localidades
El distrito de Samtse está dividido en dieciséis localidades (gewogs):
- Dungtoe
- Dophoogchen
- Duenchukha
- Namgaychhoeling
- Norbugang
- Norgaygang
- Pemaling
- Phuentshogpelri
- Samtse
- Sangngagchhoeling
- Tading
- Tashicholing
- Tendu
- Ugentse
- Yoeseltse